# André-Philippe Corsin
Pour les articles homonymes, voir Corsin.
André-Philippe Corsin, né le 31 août 1773 à Piolenc (Comtat Venaissin), mort le 18 juin 1854 à Piolenc (Vaucluse), est un général français de la Révolution et de l’Empire.

## Biographie
Corsin, entré au service le 8 mars 1789 comme soldat dans le régiment de Perche-Infanterie, où il est fait caporal-fourrier le 1er mars 1791, et sergent le 27 mai 1795. Il devient adjudant-sous-officier dans la légion de police générale le 8 juin suivant, et y est fait capitaine le 8 septembre 1796. Il passe avec ce dernier grade dans le 12e régiment d'infanterie légère le 18 octobre 1798.
Il a fait en ces diverses qualités les campagnes de 1792, 1793, 1794 et 1795, aux armées du Rhin et de Sambre-et-Meuse. Il a été blessé au bras droit d'un éclat d'obus, à la bataille de Pirmasens le 22 septembre 1793, et d'un coup de feu au pied gauche à la bataille de Fleurus, le 26 juin 1794. En 1796, il fait partie de l'expédition d'Irlande, sous le général Hoche, et est embarqué à Dunkerque sur le bâtiment La Charlotte : cette expédition échoue.
Il suit ensuite l'armée du Nord en 1796 et 1797, puis de 1798 à 1801 aux armées d'Italie, du Rhin, et enfin celles de 1804 et 1805 aux armées de l'Ouest et de Hollande. Nommé le 19 juin 1806, chef de bataillon au 12e régiment d'infanterie légère, il prend part avec la Grande Armée aux affaires de Prusse (1806) et de Pologne (1807), et obtient la décoration de la Légion d'honneur le 8 avril de cette dernière année, à la suite de la bataille d'Eylau, où il s'est distingué.

### Dantzig (1807)
Le 20 mai suivant, une division prusso-russe, forte de 6 000 hommes, ayant débarqué dans l'île de Nehrung, avec le projet de se jeter dans la place de Dantzig assiégée par l'armée française, force et met en déroute le 2e régiment d'infanterie légère. M. Corsin arrivant sur ces entrefaites avec son bataillon, forme sa troupe en colonne, se précipite brusquement au milieu de l'ennemi, et malgré la supériorité numérique de celui-ci, il l'oblige après un combat opiniâtre, de quitter le champ de bataille dans le plus grand désordre, et de se retirer en toute hâte sous la protection d'une escadrille et des batteries du fort Wasser. Les pertes des Prusso-russes, en cette occasion, s'élève à 1 000 hommes tués ou blessés, et le commandant de leur colonne est trouvé parmi les morts. Témoins de cet exploit, le maréchal Lannes et le général Oudinot, donnent des éloges à la conduite du chef de bataillon Corsin et le recommandent à Napoléon Ier. Il est récompensé par le grade de colonel à la suite du 12e léger, pour prendre rang le 3 juin 1807.
Le 23 mai de la même année, il est de tranchée avec son bataillon devant Dantzick, lorsque le 22e régiment d'infanterie de ligne qui s'y trouve également est surpris et attaqué par 2 bataillons de grenadiers prussiens. Ceux-ci après s'être emparés de la tête de sape et avoir égorgé les mineurs, se préparent à enclouer les canons. Le commandant Corsin, sans en avoir reçu l'ordre et de son propre mouvement, fond sur l'ennemi avec ses voltigeurs, franchit la contrescarpe, descend dans le fossé de la place sous le feu croisé des assiégés, oblige les grenadiers prussiens d'abandonner leur prise, et les poursuit jusqu'aux poternes. Il reçoit pendant cette action plusieurs balles dans ses vêtements et a le bras gauche fracturé par un coup de feu.
Le maréchal Lefebvre qui dirige le siège ayant signalé à Napoléon ce beau fait d'armes, le colonel Corsin est créé le 23 mars 1808, baron de l'Empire avec une dotation de 4 000 francs de revenu. Il est aussi nommé le 28 de ce mois, colonel titulaire du 4e régiment d'infanterie légère. Il est fait officier de la Légion d'honneur le 28 juin suivant.

### En Espagne(1808-1811)
Il passe la même année à l'armée d'Espagne avec son régiment et le commande avec distinction en Espagne et en Portugal pendant cette campagne et celle de 1809.
Il se signale de nouveau à la bataille de Burgos, et sa conduite en cette occasion lui vaut le titre de commandeur de la Légion d'honneur le 12 novembre 1808. Il est blessé à l'affaire de la Corogne le 16 janvier 1809.
Le 29 mars suivant, le 4e régiment d'infanterie légère ayant été chargé d'attaquer les redoutes de gauche qui couvrent la ville d'Oporto, est repoussé jusqu'à trois fois de suite. Tous les officiers supérieurs et la plus grande partie de ce régiment sont déjà hors de combat, lorsque le colonel Corsin, qui a eu à peine le temps de se faire panser d'un coup de mitraille reçu à la cuisse droite, reparait à la tête des siens, porté à bras par ses sapeurs. Après avoir relevé le courage de ses soldats, il tente une quatrième attaque qui réussit, enlève les redoutes, culbute l'ennemi et pénètre en vainqueur dans la ville, toujours porté par ses sapeurs.
Cette glorieuse action et les éloges qu'il reçoit du maréchal Soult lui valent le grade de général de brigade le 15 octobre 1809. Il en remplit les fonctions à l'armée d'Espagne en 1809, 1810 et 1811. Il est blessé à Villafranca (Galice) et est mentionné honorablement dans le rapport du général Dorsenne, général en chef de l'armée du nord d'Espagne.
M. Corsin fait aussi avec la Grande Armée la campagne de Russie, et s'y conduit en plusieurs occasions avec sa bravoure accoutumée. Pendant la retraite de Moscow, il est fait prisonnier de guerre à Orcha (Lituanie) le 20 novembre et conduit à Saratov près de la Volga.

### RestaurationetCent-Jours
Il est rentré en France le 6 août 1814, et a été fait chevalier de Saint-Louis le 24 du même mois. Il a été employé dans la 8e division militaire.
Il commande à Antibes lorsque Napoléon Bonaparte revient de l'île d'Elbe en 1815. Le 1er mars, quinze hommes de l'expédition de ce dernier se présentent au nom de Buonaparte, pour qu'il les laisse entrer dans cette place. Le général Corsin les reçoit en les faisant désarmer. Il fait ensuite arrêter et emprisonner un officier envoyé par l'ex-empereur pour sommer la ville de se rendre, et s'assure aussi de la personne d'un autre officier qui est venu l'inviter à venir au Golfe-Juan près de Bonaparte. Après le 20 mars et lorsque celui-ci a ressaisi le sceptre impérial, Corsin prend encore du service, ayant été investi en juin 1815 du commandement d'une division d'infanterie dans le 2e corps de l'armée du Nord, il a 2 chevaux tués sous lui à la bataille de Fleurus le 16 juin.
En 1816, le gouvernement lui confie le commandement du département de Vaucluse (8e division militaire) et il a celui des Bouches-du-Rhône lorsque Louis XVIII le crée grand officier de la Légion d'honneur en mai 1821. Le 17 août 1822, le roi lui confère le titre de vicomte avec dispense du droit de sceaux.
Le 12 février 1823, il reçoit le commandement d'une brigade dans le 2e corps de l'armée d'Espagne sous les ordres du duc d'Angoulême. Élevé le 23 juillet suivant au grade de lieutenant-général, il commande une division au même corps pendant le reste de la campagne, après avoir été cité avec éloge à l'ordre de l'armée pour la prise de Lorca (Murcie) et le combat de Campillo de Arenas. Le 4 décembre 1824, il obtient la décoration de chevalier de l'Ordre de Saint-Ferdinand d'Espagne de 4e classe.
De retour en France, il est nommé inspecteur général pour le 8e arrondissement d'inspection d'infanterie le 17 mai 1826 et pour le 5e arrondissement le 7 mai 1828. En août 1830, le lieutenant-général du royaume, Louis-Philippe d'Orléans, lui donne le commandement de la 8e division militaire d'où il a été peu de temps après révoqué pour être mis en disponibilité. Il se retire alors dans sa ville natale.

### Fin de vie

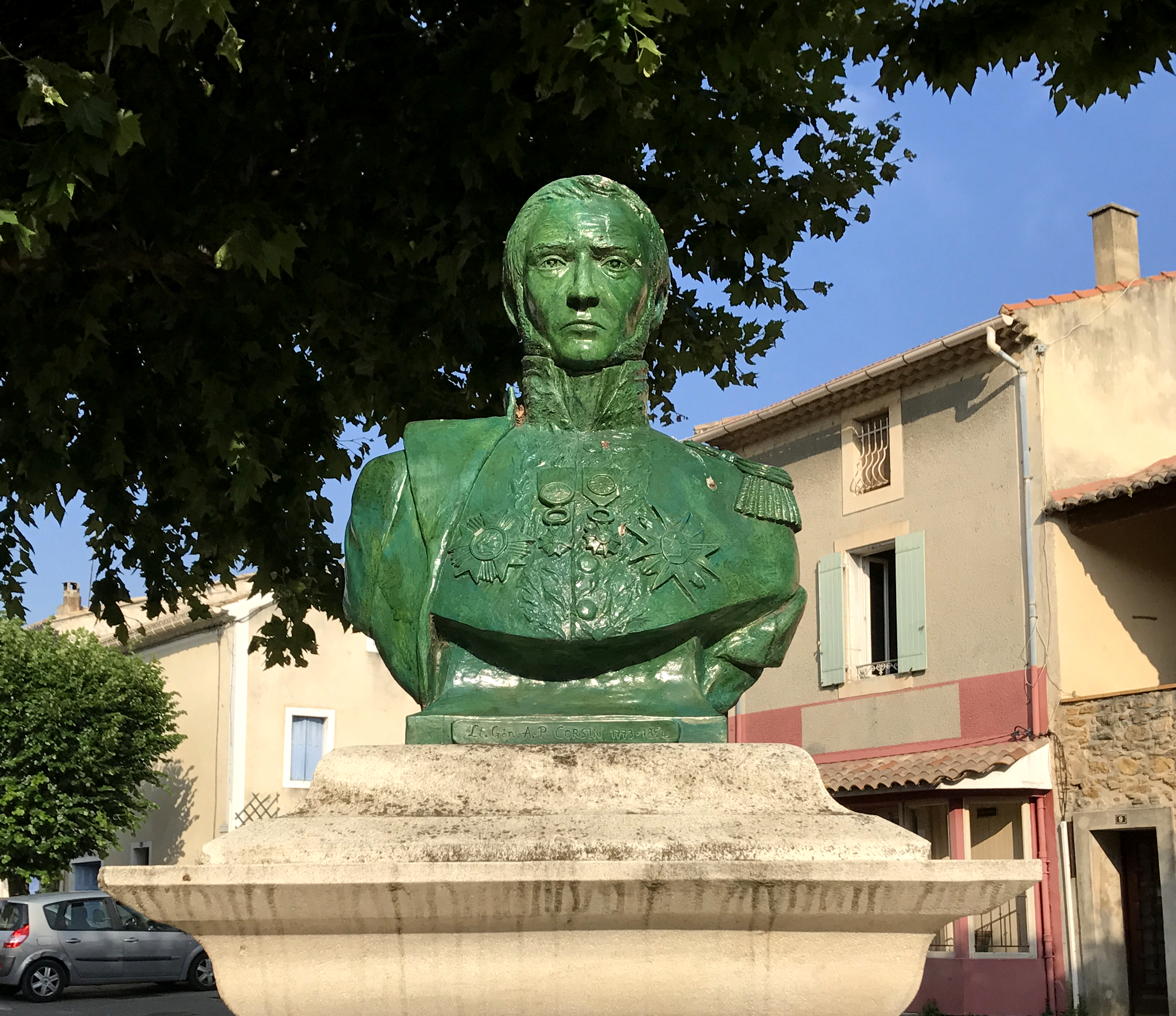
Buste du Général de Corsin à Piolenc.

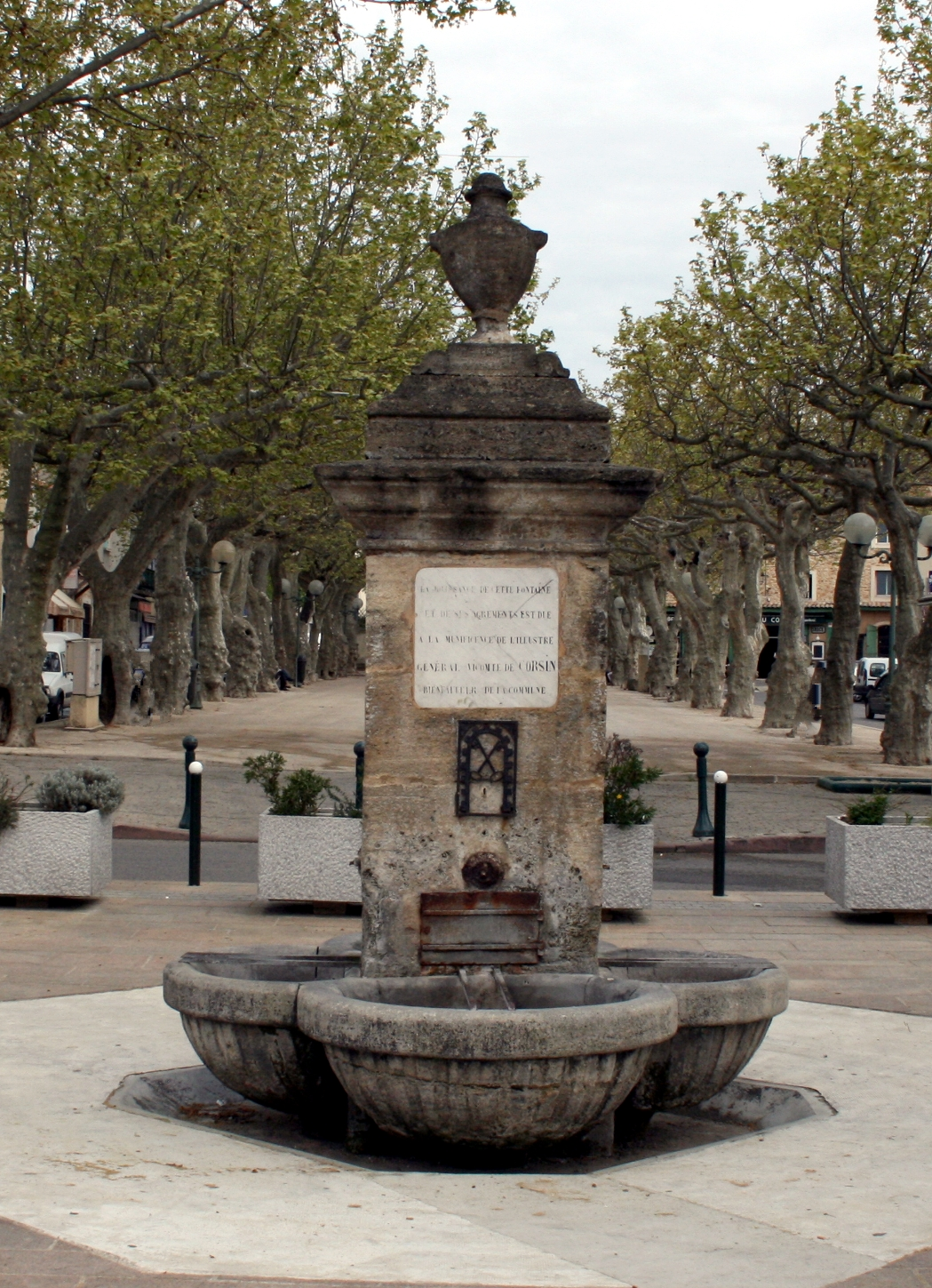
Fontaine du Cours Corsin - Piolenc

Ce général d'Empire a donné à sa commune de naissance les équipements utiles de l'époque : une école communale, l'adduction d'eau, la création de fontaines publiques, une place verdoyante (arbres du cours), un champ du repos, un hospice… 
La Fontaine des Quatre Bourneu, présente sur le cours Corsin, nommé en son honneur, provient des biens d'André-Philippe Corsin.

## Titres
- Baron Corsin et de l'Empire (décret du 19 mars 1808, lettres patentes du 12 novembre 1809 (Fontainebleau)).
- Vicomte (17 août 1822, avec dispense du droit de sceaux).

## Décorations
- Grand officier de la Légion d'honneur :
  - Légionnaire le 8 avril 1807, puis,
  - Officier le 28 juin 1808, puis,
  - Commandant le 12 novembre 1808, puis,
  - Grand officier de la Légion d'honneur le 1er mai 1821 ;
- Chevalier de Saint-Louis (ordonnance royale du 24 août 1814) ;
- Chevalier de l'Ordre de Saint-Ferdinand d'Espagne de 4e classe, le 4 décembre 1824.

## Armoiries
| Figure | Blasonnement |
|        | Armes du baron Corsin et de l'Empire (décret du 19 mars 1808, lettres patentes du 12 novembre 1809 (Fontainebleau)). Coupé le premier parti d'or à l'étoile d'azur, entouré d'un cor de chasse (grêlier) du même et de gueules au signe des barons tirés de l'armée ; le deuxième d'azur au trophée de six drapeaux d'argent, surmonté d'un casque en fasce du même., Armes parlantes (Corsin ⇔ cor de chasse.). Livrées : bleu, jaune, rouge et blanc. |